# Joseph Edward McCarthy
Joseph Edward McCarthy (* 14. November 1876 in Waterbury, Connecticut, Vereinigte Staaten; † 8. September 1955) war ein US-amerikanischer Geistlicher und römisch-katholischer Bischof von Portland.

## Leben
Joseph Edward McCarthy besuchte das College of the Holy Cross in Worcester, gemeinsam mit seinem späteren Amtsvorgänger in Portland, John Gregory Murray. Er empfing am 4. Juli 1903 die Priesterweihe für das Bistum Hartford. Anschließend war er als Linguist und Lehrer für Griechisch und Französisch am St. Thomas Seminary in Bloomfield tätig.
Papst Pius XI. ernannte ihn am 13. Mai 1932 zum Bischof von Portland. Der Weihbischof in Hartford, Maurice Francis McAuliffe, spendete ihm am 24. August desselben Jahres die Bischofsweihe; Mitkonsekratoren waren der Bischof von Hartford, John Joseph Nilan, und der Bischof von Manchester, John Bertram Peterson.
Während der Weltwirtschaftskrise gelang ihm die finanzielle Absicherung der Diözese durch die Ausgabe von Anleihen mit einer Laufzeit bis 1963. Er erwarb den heutigen Bischofssitz und gewann die Jesuiten für seelsorgliche und schulische Tätigkeiten, worauf der Orden 1942 nach mehr als achtzigjähriger Abwesenheit nach Maine zurückkehrte. Auch eine Reihe neuer Schulen konnte während seiner Amtszeit eröffnet werden.
Wegen seiner angegriffenen Gesundheit ging die Verwaltung des Bistums Portland ab 1948 zunehmend auf Weihbischof Daniel Joseph Feeney über. Die letzte Ruhestätte fand Joseph Edward McCarthy in seiner Heimatstadt Waterbury.